# Aglaophenia carinifera
Aglaophenia carinifera är en nässeldjursart som beskrevs av V.S. Bale 1914. Aglaophenia carinifera ingår i släktet Aglaophenia och familjen Aglaopheniidae. Inga underarter finns listade i Catalogue of Life.